# Ra (kana)
En l'escriptura japonesa, els ら (hiragana) i ラ (katakana) són dues mores o kanes que ocupen el 39è lloc en el sistema modern d'ordenació alfabètica gojūon (五十音), entre el よ i り; i el 22è en el poema Iroha, entre el な i el む. En fonologia, una mora és la unitat superior al segment i inferior a la síl·laba.
En la taula de l'ordre gojūon l'ordre gojūon (per columnes, i de dreta a esquerra), es troba a la novena columna (a la qual dona nom,ら行, columna «ra») i la primera fila (あ段, fila «a»).

La taula gojūon

Tant ら com ラ provenen del kanji 良.

## Romanització
Segons els sistemes de romanització Hepburn modificat, Kunrei-shiki i Nihon-shiki, ら, ラ es romanitzen com «ra»

## Escriptura
|  | El caràcter ら s'escriu amb dos traços: 1. Traç curt que s'assembla a una línia diagonal cap avall a la dreta que es torça a l'esquerra formant un pic. 2. Traç compost d'una línia vertical cap avall i un arc de circumferència d'uns 300° en el sentit de les agulles del rellotge. No s'ha de confondre amb ち. |
|  | El caràcterラs'escriu amb dos traços: 1. Traç horitzontal. 2. Traç compost per una línia horitzontal i una corba que va cap avall a l'esquerra, semblant al caràcter フ. |

## Altres escriptures
- Braille japonès:[6]ra rā:

- Alfabet fonètic: "ラジオのラ" (la «ra de rajio» on rajio siignifica ràdio)
- Codi Morse:[7] • • •